# Juan de Borja Llançol de Romaní
Juan de Borja Llançol de Romaní (d. J.) (* 1470 in Valencia; † 22. Juni 1500) war ein Kardinal der katholischen Kirche.
Der Großneffe von Papst Alexander VI. wurde am 19. September 1494 Bischof von Melfi und 1496 Erzbischof von Capua. Von seinem Onkel am 19. Februar 1496 zum Kardinal erhoben, verlieh er ihm als Kardinaldiakon am 24. Februar desselben Jahres die Titelkirche Santa Maria in Via Lata. Nachdem er am 15. Oktober 1498 auf das Erzbistum Capua und am 3. Dezember desselben Jahres auf das Bistum Melfi verzichtet hatte, wurde er am 6. September 1499 zum Apostolischen Administrator des Erzbistums Valencia ernannt. Sein Bruder war Pedro Luis de Borja Llançol de Romaní.
Er ist nicht zu verwechseln mit Kardinal Juan de Borja Lanzol de Romaní (dem Älteren).